# Bengt Bendéus
Bengt Robert Bendéus, (Bengt Olsson fram tills 1966 ) är född 3 maj 1944. Han var en svensk kulstötare och tävlade för IFK Växjö och senare för Malmö AI. Efter idrottskarriären blev han uppmärksammad idrottsledare i Malmö och framgångsrik affärsman inom utomhusreklambranschen. Först i Sverige, sedan i Östeuropa och efter det var hans företag Backlite ledande i Dubai och Dar es Salaam i många år. 2024 sålde Bendéus hela sin verksamhet till Abu Dhabi-baserade Multi Group. 

## Främsta meriter
Bengt Bendéus var svensk rekordhållare i kulstötning 1966–1968 och 1969–1971. Han hade dessutom det nordiska rekordet under en period. Han vann även fyra SM i kula utomhus och ett inomhus samt två segrar i Finnkampen.

## Idrottslig karriär (kulstötning)
Den 8 maj 1966 satte Bendéus svenskt rekord i kulstötning när han slog Erik Uddeboms rekord från 1962 med en centimeter till 17,68. Den 5 juni förbättrade han det ytterligare till 17,74. Under juni månad förlorade han dock sitt rekord till Bengt Christiansson, men återtog det i slutet av månaden (30 juni) med en stöt på 18,08 – han var först i Sverige över 18 meter. Den 15 augusti förbättrade han sitt rekord ytterligare, till 18,69, vilket skulle stå sig tills Rickard Bruch slog det 1968.
1966–1969 vann Bendéus SM i kula utomhus (med resultaten 17,66, 18,30, 17,59 respektive 18,69). Han vann även SM i kula inomhus 1967 (17,49).
Den 17 juni 1969 återtog han det svenska rekordet i kula från Rickard Bruch med en stöt på 19,87 (hans bästa resultat som också då var det elfte bästa i världsstatistiken och innebar nordiskt rekord). Han förlorade dock åter rekordet till Bruch 1971.
Bendéus blev Stor Grabb nummer 238 år 1967.
Han vann två segrar i Finnkampen och deltog även i ett antal andra landskamper.

## Ledarkarriär
Bengt Bendéus handplockades att vara tävlingsgeneral för det första officiella världsmästerskapet i badminton som arrangerades i Malmö 1977. Arrangemanget blev en stor succé med alla ledande badmintonländer, utom Kina som inte tilläts starta.
Bendéus såg tidigt möjligheterna för Malmö att hävda sig ute i den stora idrottsvärlden och när han 1986 valdes till ordförande i Malmö AI (MAI) fick Malmö stadion ett uppsving som en stor friidrottsarena i Europa. År 1986 var Edwin Moses den första stjärnan och de kommande åren var Ben Johnson, Florence Griffith-Jonyer och Carl Lewis affischnamn.
Galan kulminerade i den berömda Bubkagalan 1991. Sergej Bubka satte ett av sina världsrekord i stav när han hoppade 6,10 på Malmö stadion. Elva tv-bolag sände och nästan 25 000 åskådare kom till Malmö stadion.
Som MAI-ordförande 1986–1994 var Bendéus den drivande att få en inomhushall för enbart friidrott i Malmö. Atleticum fick efter många års arbete byggas på Stadionområdet och invigdes 1992. Den blev då den främsta inomhusarenan för friidrott i Sverige. I Atleticum har SM i friidrott genomförts sju gånger och MAI har sitt kontor och verksamhet där. År 2007 valdes Bengt Bendéus till hedersordförande i klubben och har sedan dess genom stipendier och sin erfarenhet stött ungdomar, aktiva och ledare inom MAI.

## Affärskarriär

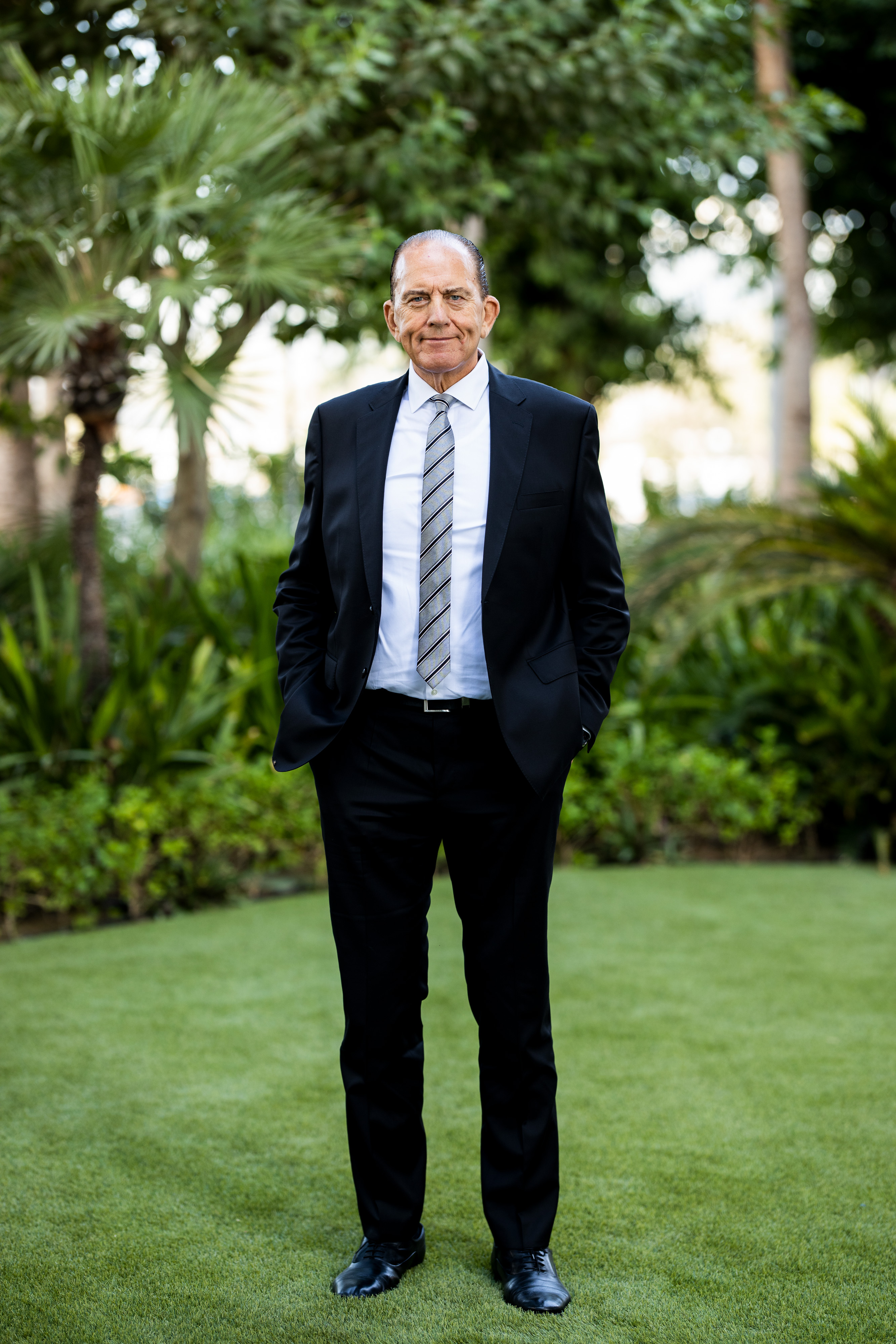
Bengt Bendeus i Dubai 2021

Bengt Bendéus skapade det som idag är Malmö Börshus. Byggnaden stod klar redan 1877 men förde tillsammans med Malmö Börssällskap en slumrande tillvaro tills Bendéus återupplivade dem då Börshuset invigdes 1986. Han var idégivare, VD och delägare. Sedan dess är det den centrala mötesplatsen för Malmös näringsliv. Bengt Bendéus utsågs till hedersledamot av Malmö Börssällskap 2014.
Bendéus hade på 1970-talet startat sitt bolag Bendex Reklam AB, och var pionjär i branschen med stora affischtavlor för utomhusreklam. Han byggde ut system av tavlor och pelare i Malmö, Göteborg och Stockholm och var först med att installera belysning av dem.
När Bengt Bendéus såg en bakombelyst reklamskylt gjord av vinylduk på Heathrows flygplats startade han bolaget Backlite 1984. Första skylten var på Landvetters flygplats och den mätte 14,6 gånger 4,6 meter. Hans skyltar fanns sedan från Skåne i söder ända upp i Norrland.
När Bengt Bendéus sålde sin svenska verksamhet startade han i de forna öststaterna i Europa. Skyltarna kom upp i bland annat Warszawa, Prag, Budapest och i Moskva. Hans skyltar fanns som mest i 13 länder.
Under sommaren 1994 flyttade Bengt Bendéus från Sverige, först till London, senare till Guernsey. Han startade också Backlite i Dubai och flyttade dit år 2000. Backlite är det ledande utomhusreklambolaget i Dubai med exklusivitet på den dominerande stora, 16-filiga motorvägen Sheikh Zayed Road, där hundratusentals bilar passerar varje dag. Bendéus fungerade i mer än två decennier som styrelseordförande i Dubai och VD för bolagen i Nairobi och Dar es Salaam. Backliteföretagen omsatte som mest cirka 300 miljoner SEK och hade 40 anställda, men i februari 2024 sålde Bendéus Backlite med partners Media LLC, som var det ledande mediaföretaget i Förenade Arabemiraten, till Multi Group, ett investmentsföretag i Abu Dhabi. Den 6 juni samma år fick Bendéus motta ett "Lifetime Achievement Award" från världsorganisationen DOOH vid deras årsmöte i Hongkong.
Numera driver Bendeus Investments" satsningsar I svensk verksamhet, bland annat fastigheter i södra Sverige. Bendéus har köpt en fastighet i Växjö, hans födelseort.

## Privatliv
Bengt Bendéus är gift. Han har tre döttrar och fem barnbarn från tidigare äktenskap.